# ダニー・ドリンクウォーター
ダニエル・ノエル・"ダニー"・ドリンクウォーター（Daniel Noel "Danny" Drinkwater、1990年3月5日 - ）は、イングランド・マンチェスター出身の元サッカー選手。元イングランド代表。現役時代のポジションはMF。

## クラブ経歴

### マンチェスター・ユナイテッド
グレーター・マンチェスターのマンチェスターで生まれたドリンクウォーターは、9歳でマンチェスター・ユナイテッドのアカデミーに加入した。ユナイテッドの下部組織では順当に昇格し、2006年7月に練習生契約を結んだ。契約を結んだ最初のシーズンはU-18のチームではレギュラーとしてプレイし、27試合に出場し、2ゴールを挙げた。同シーズンにはプレミアリザーブリーグのウィガン・アスレティック戦でリッチー・ジョーンズと交代で出場し、リザーブチームでも出場機会を得た。翌シーズンはリザーブ・チームで出場機会を増やす一方で、U-18チームでは不動の地位を築いた。2008年7月31日に行われたランカシャーシニアカップ決勝のリヴァプール戦ではロドリゴ・ポセボンと交代で56分から出場し、試合終了3分前に決勝ゴールが生まれた試合の勝利に貢献した。2008-09シーズンはリザーブチームでレギュラーポジションを掴み、18試合に出場し、2ゴールを記録した。
そのシーズンの終盤にはトップチームに呼ばれ、消化試合となっていた2009年5月24日に行われたハル・シティ戦に46番を与えられベンチ入りを果たしたが、出場機会は与えられなかった。

### ハダースフィールド・タウン
トップチームでの出場経験を得るため、2008年8月14日にハダースフィールド・タウンにローンで加入することが決定した。移籍が決定したちょうど翌日に行われたサウサンプトン戦に72分から交代で出場し、デビューを果たした。64分から交代で出場し、7-1で勝利したブライトン・アンド・ホーヴ・アルビオン戦で初ゴールを記録し、2009年8月22日に行われたブリストル・ローヴァーズ戦で初めてスターティングメンバーとして試合に出場した。

### カーディフ・シティ

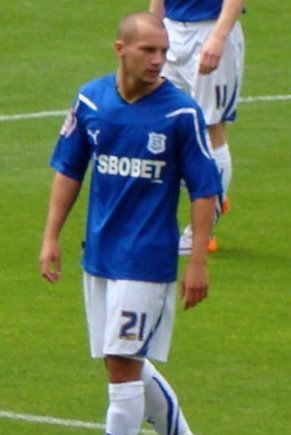
カーディフ・シティ時代のドリンクウォーター（2010年）

2010年7月8日、マンチェスター・ユナイテッドとカーディフ・シティはローンでドリンクウォーターが加入することに合意した。カーディフは合意当時に移籍禁止処分を受けていたため、処分が解け次第移籍が完了するとカーディフ側は述べ、7月8日に行われたバース・シティ戦には出場できなかった。いったん処分が解除されたため、最終的に8月6日に移籍手続きが完了し、8月8日に行われたシェフィールド・ユナイテッド戦で公式戦デビューを果たした。
シーズン終了までのローンの予定であったが、2011年1月25日にユナイテッドはドリンクウォーターを呼び戻し、カーディフでの公式戦での出場はチャンピオンシップ9試合を含めトータル12試合で終わった。

### ワトフォード
ユナイテッドから戻って3日後の1月28日、シーズン終了までローンでの移籍が決定した。

### バーンズリー
2011年8月23日、2012年1月2日までの契約でバーンズリーへのローン移籍が決定し（その後2012年6月30日まで延長）、かつて在籍したカーディフ戦でバーンズリーでの初ゴールを挙げた。

### レスター・シティ
2012年1月20日、ドリンクウォーターは完全移籍でレスター・シティへの加入が決定した（移籍金は未公表）。2013-14シーズンは12月の月間最優秀選手に選ばれ、チャンピオンシップのシーズン最優秀選手の候補である3人の中の1人に選ばれた。これまでのキャリアの中で最高のシーズンを過ごしたドリンクウォーターはリーグ戦で7ゴールを記録し、チームメイトのカスパー・シュマイケル、ウェズ・モーガンとともに、PFA年間ベストイレブンに選出され、レスターはチャンピオンシップで優勝し、プレミアリーグへの昇格が決定した。2014年6月17日にはフォクシーズと新たな4年間の契約を結んだ。2015-16シーズンはコンスタントに良いプレーを見せ、ジェイミー・ヴァーディ、岡崎慎司らと、レスターのプレミアリーグ初優勝に貢献。 2016年1月23日のストーク戦でプレミアリーグ初ゴールを記録。2016年8月レスターとの契約を2021年まで延長した。

### チェルシー
2017年9月1日、5年契約の完全移籍でチェルシーFCに加入した。レスターで同僚であったエンゴロ・カンテとはここでも同僚になる。しかしアントニオ・コンテ監督に重用されず、翌シーズンのマウリツィオ・サッリの下では全く起用されなかった。2020-21シーズンは受け入れ先が見つからず、保有元のチェルシーに籍を置いたが、フランク・ランパード監督の構想外となった上、在籍時背負っていた背番号6は新加入のチアゴ・シウバに奪われただけでなく背番号すら与えられず、U-23チーム（リザーブチーム）でプレーした。2020年12月14日のトッテナム・ホットスパーFC U-23戦では、アルフィー・ディヴァインに両足タックルを受けたドリンクウォーターはこれに大激怒。ボールを奪ってドリブルを開始したディヴァインに対し、後ろから蹴る愚行を行い、一連のプレーを巡って両チームは揉み合いになったが、最終的には互いにタックルを繰り出したディヴァイン、ドリンクウォーターともにレッドカードで一発退場の判定が下った。

### バーンリー
2019年8月8日、バーンリーFCにレンタル移籍で加入。しかし、後述のピッチ外のトラブルなどもあり、2020年1月3日にチェルシーに返却された。

### アストン・ヴィラ
2020年1月7日、アストン・ヴィラFCへの2019-20シーズン終了までのローン移籍が決定。しかし、ここでもホタと練習中に喧嘩するなどのトラブルから元クラブへと返還された。

### カスムパシャ
2021年1月18日、スュペル・リグのカスムパシャSKにシーズン終了までのローンで加入。

### レディング
2021年8月30日、EFLチャンピオンシップのレディングFCに1シーズンローンで加入が決定。2022年6月10に契約満了に伴い退団した。

### チェルシー退団後
2022年5月、チェルシーを退団することが発表された。
チェルシー退団後は1年以上無所属が続き、2023年10月30日に現役引退を発表した。

## 代表経歴
2007年11月20日に行なわれたガーナ代表戦でU-18イングランド代表に招集され、2-0で勝利したその試合において、チームの2ゴール目を記録した。
2008年から2009年にかけて多くのU-19イングランド代表の試合に出場しているが、初キャップは2008年10月8日に行われたアルバニア代表戦であり、最後の出場となったのは2009年8月2日に行われたウクライナ代表戦である。
2016年3月17日にイングランド代表に初招集され、ドイツ戦ではマンオブザマッチにも選ばれた。ユーロに臨む代表候補26人に名を連ねたが、最終的には大会メンバーから落選した。

## 人物
- アルコールによるトラブルが多く、2019年4月に飲酒運転によって20か月の免停処分を受けた[40]他、2019年9月にはマンチェスターのナイトクラブで当時スカンソープ・ユナイテッドFCに所属していたクゴシ・エントレ（英語版）の恋人をナンパし、少なくとも6人の男から暴行され全治4週間の負傷をした[41]。
- チェルシーFC在籍時の監督全員（アントニオ・コンテ、マウリツィオ・サッリ、フランク・ランパード）とウマが合わなかったと言われていたが、特にランパードとは全く合わなかったようで、2シーズン連続でレンタル放出された。そして2021年1月にランパードがチェルシー監督を解任された際には、自身のSNSで喜びの表情を投稿するほどだったと言われている。もっともその投稿は、すぐさまチェルシーファンからの非難を浴び、削除する羽目になっている[42][43]。

## 個人成績
| クラブ                            | シーズン | リーグ             | リーグ | リーグ | カップ戦 | カップ戦 | リーグ杯 | リーグ杯 | 国際大会 | 国際大会 | その他 | その他 | 合計 | 合計 |
| クラブ                            | シーズン | リーグ             | 出場   | 得点   | 出場     | 得点     | 出場     | 得点     | 出場     | 得点     | 出場   | 得点   | 出場 | 得点 |
| --------------------------------- | -------- | ------------------ | ------ | ------ | -------- | -------- | -------- | -------- | -------- | -------- | ------ | ------ | ---- | ---- |
| マンチェスター・ユナイテッド      | 2008-09  | プレミアリーグ     | 0      | 0      | 0        | 0        | 0        | 0        | 0        | 0        | 0      | 0      | 0    | 0    |
| マンチェスター・ユナイテッド      | 2009-10  | プレミアリーグ     | 0      | 0      | 0        | 0        | 0        | 0        | 0        | 0        | 0      | 0      | 0    | 0    |
| マンチェスター・ユナイテッド      | 2010-11  | プレミアリーグ     | 0      | 0      | 0        | 0        | 0        | 0        | 0        | 0        | 0      | 0      | 0    | 0    |
| マンチェスター・ユナイテッド      | 2011-12  | プレミアリーグ     | 0      | 0      | 0        | 0        | 0        | 0        | 0        | 0        | 0      | 0      | 0    | 0    |
| マンチェスター・ユナイテッド      | 合計     | 合計               | 0      | 0      | 0        | 0        | 0        | 0        | 0        | 0        | 0      | 0      | 0    | 0    |
| ハダースフィールド・タウン (loan) | 2009-10  | リーグ1            | 33     | 2      | 1        | 0        | 1        | 0        | —        | —        | 2      | 0      | 37   | 2    |
| カーディフ・シティ (loan)         | 2010-11  | チャンピオンシップ | 9      | 0      | 1        | 0        | 2        | 0        | —        | —        | —      | —      | 12   | 0    |
| ワトフォード (loan)               | 2010-11  | チャンピオンシップ | 12     | 0      | 0        | 0        | 0        | 0        | —        | —        | —      | —      | 12   | 0    |
| バーンズリー (loan)               | 2011-12  | チャンピオンシップ | 17     | 1      | 1        | 0        | 0        | 0        | —        | —        | —      | —      | 18   | 1    |
| レスター・シティ                  | 2011-12  | チャンピオンシップ | 19     | 2      | 0        | 0        | 0        | 0        | —        | —        | —      | —      | 19   | 2    |
| レスター・シティ                  | 2012-13  | チャンピオンシップ | 42     | 1      | 1        | 0        | 1        | 0        | —        | —        | 2      | 0      | 46   | 1    |
| レスター・シティ                  | 2013-14  | チャンピオンシップ | 45     | 7      | 0        | 0        | 4        | 1        | —        | —        | 0      | 0      | 49   | 8    |
| レスター・シティ                  | 2014-15  | プレミアリーグ     | 23     | 0      | 1        | 0        | 0        | 0        | —        | —        | 0      | 0      | 24   | 0    |
| レスター・シティ                  | 2015-16  | プレミアリーグ     | 35     | 2      | 1        | 0        | 1        | 0        | —        | —        | 0      | 0      | 37   | 0    |
| レスター・シティ                  | 2016-17  | プレミアリーグ     | 29     | 1      | 2        | 0        | 1        | 0        | 10       | 0        | 1      | 0      | 43   | 1    |
| レスター・シティ                  | 合計     | 合計               | 193    | 13     | 5        | 0        | 7        | 1        | 10       | 0        | 3      | 0      | 218  | 14   |
| チェルシー                        | 2017-18  | プレミアリーグ     | 12     | 1      | 4        | 0        | 3        | 0        | 3        | 0        | —      | —      | 22   | 1    |
| チェルシー                        | 2018-19  | プレミアリーグ     | 0      | 0      | 0        | 0        | 0        | 0        | 0        | 0        | 1      | 0      | 1    | 0    |
| チェルシー                        | 2019-20  | プレミアリーグ     | 0      | 0      | 0        | 0        | 0        | 0        | 0        | 0        | —      | —      | 0    | 8    |
| チェルシー                        | 2020-21  | プレミアリーグ     | 0      | 0      | 0        | 0        | 0        | 0        | 0        | 0        | —      | —      | 0    | 0    |
| チェルシー                        | 2021-22  | プレミアリーグ     | 0      | 0      | 0        | 0        | 0        | 0        | 0        | 0        | —      | —      | 0    | 0    |
| チェルシー                        | 合計     | 合計               | 12     | 1      | 4        | 0        | 3        | 0        | 3        | 0        | 1      | 0      | 23   | 1    |
| バーンリー (loan)                 | 2019-20  | プレミアリーグ     | 1      | 0      | 0        | 0        | 1        | 0        | —        | —        | —      | —      | 46   | 1    |
| アストンヴィラ (loan)             | 2020-21  | プレミアリーグ     | 4      | 0      | —        | —        | 0        | 0        | —        | —        | —      | —      | 4    | 0    |
| カスムパシャSK (loan)             | 2020-21  | スュペル・リグ     | 11     | 0      | —        | —        | —        | —        | —        | —        | —      | —      | 11   | 0    |
| レディング (loan)                 | 2021-22  | チャンピオンシップ | 33     | 1      | 1        | 0        | 0        | 0        | —        | —        | —      | —      | 34   | 1    |
| 通算                              | 通算     | 通算               | 325    | 18     | 13       | 0        | 14       | 1        | 13       | 0        | 7      | 0      | 372  | 19   |

1. 1 2  FAコミュニティ・シールドへの出場

## タイトル

### クラブ
レスターシティFC
- チャンピオンシップ：2013-14
- プレミアリーグ：2015-16

チェルシーFC
- FAカップ：2017-18

### 個人
- PFA年間ベストイレブン：2013-14
- チャンピオンシップ月間最優秀選手：2013年12月
- レスター・シティ年間最優秀選手：2013-14
- レスター・シティ年間最優秀ゴール：2013-14（2014年2月4日、ワトフォード戦）